# مبادل حراري

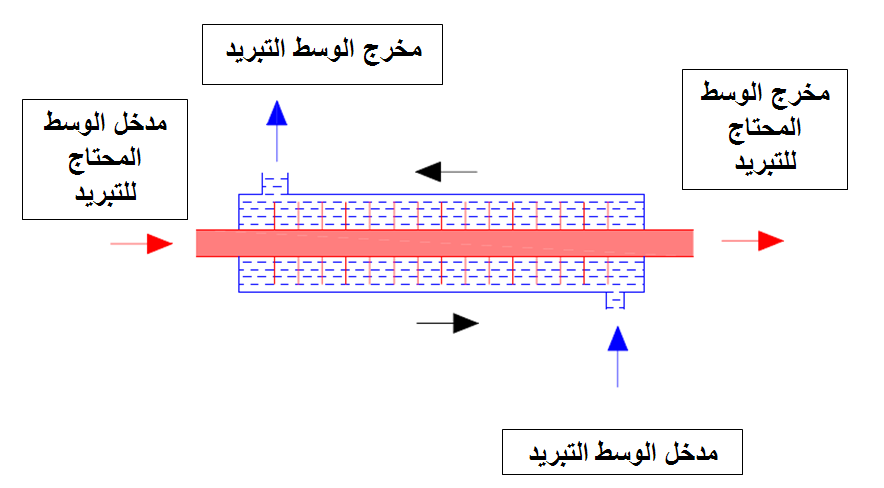
مبادل حراري من نوع الماسورتين

المبادل الحراري هو جهاز يُستخدم لتغيير درجة حرارة الموائع عن طريق تمريرها في أنابيب تتخلل وسط آخر. يكون الوسط الآخر عالي الحرارة إذا أردنا رفع درجة حرارة السائل أو الغاز المرغوب رفع حرارته. كما يمكن تبريد السائل أو الغاز المطلوب تبريده بتمريره في أنابيب تمر في وسط آخر درجة حرارته منخفضة. عملية انتقال الحرارة من وسط إلى وسط آخر تسمي تبادل حراري . والجهاز الذي تتم فيه العملية يسمى مبادل حراري . فمثلا جهاز تكييف الهواء عبارة عن مبادل حراري يقوم بتغيير درجة حرارة الغرفة عن طريق مرور الهواء من خلال أنابيب تحمل غاز التبريد الباردة (الفريون) فيتم بذلك تبريد هواء الغرفة. كذلك رادياتير السيارة وهو عبارة عن مبرد لمياه تبريد المحرك، وذلك عن طريق مرور المياه الساخنة داخل أنابيب نحاسية لها زعانف لتشتيت الحرارة إلى الهواء الجوي عن طريق مروحة توضع أمام زعانف الرادياتير لطرد الحرارة للخارج وتبريد مياه الراديتر.

## الاستخدامات

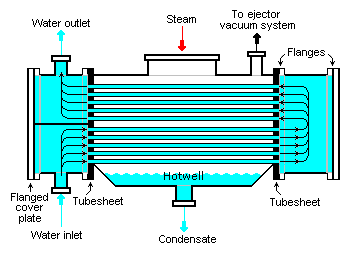
مبادل حراري يستخدم في الصناعات الكيماوية.

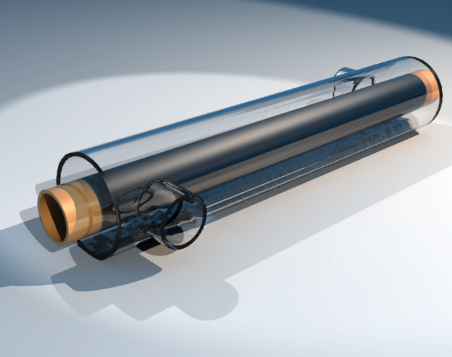
مبادل الحرارة الأنبوبي يستعمل في المعامل.

يُستخدمُ المبادل الحراري كثيرًا وعلى نطاقٍ كبيرٍ في محطات القوى الكهربائية التي تعمل بالطاقة النووية. ويقع المبادل الحراري بين دائرتين للمياه، الدائرة الأولى تسمى الدائرة الرئيسية، تأتي إليه من غلاية المفاعل النووي المحتوية على قضبان اليورانيوم وتكون درجة حرارتها نحو 500 درجة مئوية. والدائرة الثانية الخارجة من المبادل الحراري تسمى الدائرة الثانوية، يدخلها ماء بارد لغرض تسخينه في المبادل الحراري، فترتفع درجة حرارة الماء بالتبادل الحراري مع ماء الدائرة الرئيسية الساخن وترتفع إلى 480 درجة مئوية. ويخرج الماء الساخن من الدائرة الثانوية ليتحول إلى بخارٍ ذو ضغطٍ عالٍ يصلُ إلى 380 ضغط جوي ويُديرُ ذلك البخار توربين والذي بدوره يُديرُ المولد الكهربائي، بذلك ينتج التيار الكهربائي الذي نقوم بتوزيعه على البيوت والمصانع عن طريق شبكة الكهرباء.
تستخدم المبادلات الحرارية أيضًا في الصناعات الغذائية كعملية بسترة الألبان والعصائر. لهذا تعتمد فكرة المبادل الحراري الأساسية على مرور وسطين سائل وسائل أو سائل وغاز أو غاز وغاز داخل أنابيب أو ألواح بحيث يكون كل وسط بمعزلٍ عن الآخر، وتتم مبادلة الحرارة من خلال جدار المبادل الحرارى وبما لا يسمح باختلاط الوسطين. وللمبادلات الحرارية طرق مختلفة منها المتوازي والمعكوس ولكل واحدٍ غرضٍ للوصولِ إلى عملية التبادل الحراري. كما تستعمل المبادلات الحرارية في مصافي النفط على نطاقٍ كبير.
بالنسبة لما وصفناه أعلاه بشأن دائرتي المفاعل النووي حيث يحدث التبادل الحراري بين ماء الدائرة الرئيسية الساخنة وماء الدائرة الثانوية التي يُشغل بخارها التوربين، نقوم بهذا العزل بين مائي الدائرتين وذلك لأن ماء الدائرة الرئيسية تكون مشعة وضارة للإنسان. ويكون الماء في الدورة الرئيسية التي تلامس قضبان اليورانيوم في دورة مغلقة لا يصح لها الاختلاط بمياه أخرى لمنع التلوث بالإشعاع.

## الغرض الرئيسي والوظائف الاساسية للمبادل الحراري
تتمثل المهمة الرئيسية للمبادل الحراري في نقل الطاقة الحرارية من سائل إلى آخر في مستويات درجة حرارة مختلفة استخدامات المبادلات الحرارية متنوعة ومتغيرة للغاية، أهمها:
1. التسخين أو التبريد لسائل أو لغاز ويمكن اعطاء أمثلة كثيرة جدا على ذلك حيث يتميز المبادل الحراري هنا بوظيفة بسيطة وهي السيطرة على درجة حرارة السائل عند نقطة معينة في هذه العملية.
2. الاسترجاع الحراري والذي يسمح بإدخال مفهوم حديث لتقييم الطاقة الحرارية لعملية ماوظيفة هذا المبادل هي اذن ضمان نقل الطاقة الحرارية القصوى من أجل السماح بالاسترداد ورفض الحرارة على معايير الطاقة والاقتصاد.
3. المبردات (ناقلات التبريد للهواء، مبردات المياه) التي تضمن تبديد الطاقة الحرارية غير القابلة للاسترداد من عملية ما إلى البيئة الخارجية وهي وظيفة أساسية في العديد من العمليات أجهزة استشعار أو بواعث حرارة تستخدم معداتها على التوالي، لربط استقبال الطاقة الحرارية ونقلها إلى الاستخدام، وأكثر الأمثلة شيوعا هي جامعات الطاقة الشمسية الحرارية وكذلك المشعات المحلية التي توفر الراحة الحرارية في المبنى.
4. مزيلات الرطوبة أو المكثفات الجزئية التي تضمن تكثيف البخار المختلط مع غاز لا يمكن الاستغناء عنه للحصول في نهاية العملية، على غاز منضب في البخار: والمثال الذي كثيرا ما نواجهه هو مزيل رطوبة الهواء، والذي يضمن السيطرة على رطوبة الهواء خارج وحدة المعالجة المركزية للهواء، ويمكن الاستشهاد بأمثلة صناعية أخرى مثل التقاط الأبخرة العضوية في مكثفات البرد أو المكثفات البخارية التي كثيرا ما نصادفها في منشآت الهندسة الكيميائية.
5. المبخرات التي تضمن التبخر الكامل أو الجزئي للسائل في عمليات مختلفة بما في ذلك إنتاج الطاقة الميكانيكية (دورة المحرك من رانكن، من هيرن) وإنتاج التبريد: دورة ضغط (باك) الثلاجة.المكثفات التي توفر التكثيف الكامل أو الجزئي للغاز (بخار)و هي أيضا تستخدم لإنتاج الطاقة الميكانيكية والتبريد.
6. المعدات التي تسمح بتجميد وذوبان حالة سائلة أو بخار بفضل جدار تبريد تحت النقطة الثلاثية من السائل وتستخدم هذه الأجهزة لضمان فصل العديد من الاجسام، وضمان تخزين الطاقة الحرارية (تخزين الجليد)، وإنتاج حالة صلبة لمختلف الاستخدامات.
7. أنبوب الحرارة، وهو نظام حراري حقيقي ثنائي الطور، والذي يسمح على وجه الخصوص بضمان تبديد الحرارة الناتجة عن العناصر الإلكترونية (المعالج أو الالكترونيات المدمجة)، واستعادة الطاقة، والحفاظ على درجة حرارة مستقرة وموحدة

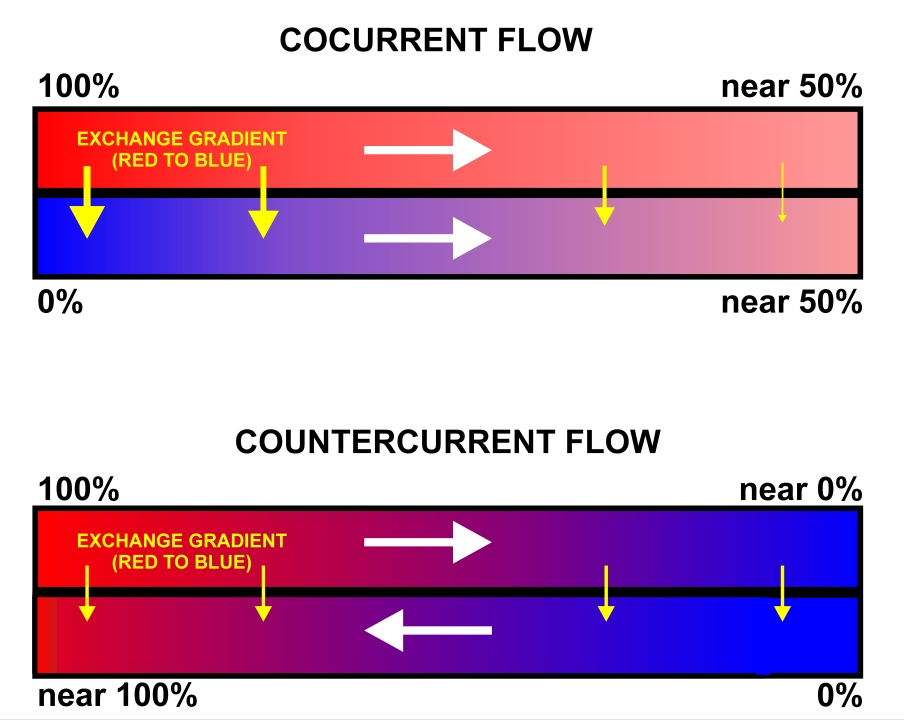
تدفق مع التيار و اخر عكس التيار.

## تقنيات تشغيله
هناك العديد من تقنيات المبادلات الحرارية ولكن كل منهم يعمل وفقا لنفس العمليات الفيزيائية للتبادل، معناه
```
التوصيل الحراري
(conduction) الذي يمثل التبادلات من خلال الجدران (في معظم الأحيان جدران معدنية)

الحمل الحراري
(convection)، الذي يمثل التبادلات بين السوائل والجدران 

الإشعاع
(influence) الذي يمثل التبادلات الإشعاعية بين السوائل والجدران (خصوصا 
الأشعة تحت الحمراء
) على الرغم من أن هذا الأخير هو في كثير من الأحيان لايذكر (لأنه لا يؤخذ في عين الاعتبار إلا التشغيل في درجة حرارة عالية).
```

```
وهناك أيضا ثلاثة أنماط تدفق مختلفة:
```

- تدفق مع التيارات المشتركة: تدفقات متوازية من السوائل وفي نفس الاتجاه
- تدفق عكس التيار: تدفقات متوازية من السوائل ولكن في اتجاهات عكسية
- وأخر مع التيارات ألمتقاطعة: تدفقات عمودية بين السائلين الاثنين

## اقرأ أيضا
- دورة رانكن
- دورة كارنو
- ديناميكا حرارية
- مفاعل نووي
- انتقال الحرارة
- أنبوب حراري
- محركات الحرارة الكمومية